# イーグル・アシスト作戦
イーグル・アシスト作戦（イーグルアシストさくせん、Operation Eagle Assist）は、アメリカ同時多発テロ事件を受けたNATOの軍事作戦で、アメリカ合衆国の上空をNATO各国の早期警戒管制機(AWACS)により偵察するという作戦である。
2001年9月11日のアメリカ同時多発テロ事件の1か月後の10月4日、北大西洋理事会は、この攻撃が北大西洋条約第5条に規定する軍事攻撃に該当することを確認し、軍事作戦の実施を決定した。これは、NATO結成以来初となる第5条の発動だった。イーグル・アシスト作戦は、2001年10月9日に開始された。これは第5条に基づく初の軍事作戦であり、NATOにとって、初の加盟国防衛のための軍事行動となった。NATO加盟国13か国が参加し、830人が合計360回、4300時間の出撃を行った。
この作戦は2002年5月16日に終了した。終了の決定は、アメリカの防空体制の改善、アメリカの民間部門と軍事部門の協力の強化、国土安全保障の要件の評価に基づくものである。